# Herzog August Bibliothek
La Herzog August Bibliothek (« Bibliothèque du duc Auguste »), en latin Bibliotheca Augusta, est une bibliothèque patrimoniale située dans la ville allemande de Wolfenbüttel, située dans le Land de Basse-Saxe. 
Fondée en 1572 par le duc Jules de Brunswick-Wolfenbüttel et ouverte au public en 1666, c'est l'une des plus anciennes bibliothèques du monde. C'est aujourd'hui une institution dépendant du gouvernement du Land (ministère des Sciences et de la Culture).

## Historique
La collection est créée en 1572 par Jules de Brunswick-Wolfenbüttel, duc de Brunswick-Lunebourg. Mais c'est surtout son descendant Auguste II de Brunswick-Wolfenbüttel qui enrichit de manière systématique cette collection, qui atteint grâce à lui 140 000 livres imprimés ou manuscrits. À sa mort en 1666, la bibliothèque est ouverte au public.
Entre 1705 et 1713, un premier bâtiment spécialement destiné à accueillir la bibliothèque est construit par l'architecte Hermann Korb (de). 
Leibniz dirige la bibliothèque de 1690 à 1716, Lessing de 1770 à 1781. 
De septembre 1806 à l'été 1807, au cours de la guerre de la Quatrième Coalition, les armées de Napoléon occupent cette partie de l'Allemagne : des manuscrits et imprimés de la bibliothèque sont confisqués et ramenés en France sous la supervision de Dominique Vivant Denon. 
Le bâtiment du XVIIIe siècle est détruit en 1887 pour faire place au bâtiment actuel, la Biblioteca Augusta, de style wilhelminien. Des extensions au bâtiment sont ajoutées dans les années 1960 et 1970. 
La maison de Lessing, située à Wolfenbüttel, devient une annexe de l'institution en 1968. La bibliothèque commence à la même époque une collection de livres d'artistes. 
Depuis 1989, cette institution dépend du ministère des Sciences et de la Culture du Land de Basse-Saxe.

## Collections
Parmi le million d'items constituant aujourd'hui le fonds de la bibliothèque, on compte :
- 11 800 manuscrits, dont 2 700 de l'époque médiévale. Parmi les plus célèbres, se trouve l'évangéliaire d'Henri le Lion[4] ;
- 3 477 incunables dont 2 835 différents. Il contient aussi 8 des 44 exemplaires d'incunables xylographiques du XVe siècle connus dans le monde ;
- 400 000 imprimés entre 1450 et 1830, dont 130 000 appartenant aux collections du duc August ;
- 4 000 livres d'artistes du XXe siècle dont des œuvres de Hans Arp, Max Beckmann, Pierre Bonnard, Georges Braque, Marc Chagall, Salvador Dalí, Jean Dubuffet, Max Ernst, David Hockney, Joan Miró, Henri Matisse, Fernand Léger, Pablo Picasso, Antoni Tàpies, etc. ;
- 15 000 estampes, lithographies et dessins du XVe au XIXe siècle ainsi que 32 000 portraits gravés ;
- 3 000 cartes historiques ;
- 17 000 cartes postales.

À cela s'ajoutent les nombreuses numérisations, issues de différents programmes, regroupés par la bibliothèque.